# Rodecker Forst-Ost
Die Gemarkung Rodecker Forst-Ost liegt auf dem Gemeindegebiet von Schwarzenbach am Wald im Landkreis Hof (Oberfranken, Bayern). Die Gemarkung hat eine Fläche von 1,762 km² und ist in 10 Flurstücke aufgeteilt, die eine durchschnittliche Fläche von 176.247,54 m² haben. Benachbarte Gemarkungen sind Rodecker Forst-West und Schwarzenbach am Wald im Westen, Döbra und Rodeck im Osten, und Enchenreuth im Süden.